# UDIK
UDIK o Asociación para la Investigación Social y Comunicaciones (en el original bosnio Udruženje za društvena istraživanja i komunikacije), es una organización no gubernamental con sede en Bosnia y Herzegovina. Fue fundada en 2013 por Edvin Kanka Ćudić con el objetivo de reunir datos, documentos y datos sobre genocidio, crímenes de guerra y violaciones de los derechos humanos en Bosnia y Herzegovina y la ex Yugoslavia.

## Actividades de derechos humanos
La UDIK fue fundada en 2013 por Edvin Kanka Ćudić. Su objetivo era recopilar documentos y datos sobre el genocidio, los crímenes de guerra y las violaciones de los derechos humanos en Bosnia y Herzegovina y otros países de la ex Yugoslavia. UDIK está tratando de ayudar a las sociedades posconflicto en la región a establecer el estado de derecho y abordar las violaciones de los derechos humanos que se han cometido en el pasado. UDIK también implementa un programa de justicia transicional orientado a las víctimas con tres componentes principales:
- Documentación
- Justicia y reforma institucional
- Cultura de la memoria

UDIK estaba formado por miembros independientes, intelectuales y profesionales de diferentes disciplinas académicas.

## Publicaciones de crímenes de guerra
UDIK publica documentos sobre crímenes de guerra en Bosnia y Herzegovina sobre temas como masacres y violaciones de derechos humanos desde 1992 a 1995 en Foča, Višegrad, Grbavica (Sarajevo), Trusina, etc.